# Armoriale dei comuni della città metropolitana di Reggio Calabria
Questa pagina contiene le armi (stemmi e blasonature) dei comuni della città metropolitana di Reggio Calabria (ex provincia di Reggio Calabria).
| Stemma                                                              | Comune e blasonatura | Gonfalone                            |
| ------------------------------------------------------------------- | --- | ------------------------------------ |
|                                                                     | Africo D'azzurro, al monte all'italiana di tre colli, fondato in punta, d'oro, sormontato da tre api male ordinate, dello stesso. Ornamenti esteriori da Comune. D.P.R. dell'8 novembre 1991 Gonfalone: drappo partito di giallo e d'azzurro riccamente ornato di ricami d'argento e caricato dello stemma con l'iscrizione centrata in argento recante la denominazione del Comune |                                      |
|                                                                     | Agnana Calabra D'azzurro, alla figura di santo fermo su terrazza di verde, aureolato d'oro, vestito di bianco e tenente nella mano destra una croce patriarcale di rosso. La figura è accostata a destra da una mitra d'argento e a sinistra da una colonna dello stesso. Nel cantone sinistro del capo una colomba d'argento volante in sbarra. Ornamenti esteriori da comune Gonfalone: drappo partito di bianco e di azzurro, riccamente ornato di ricami d'argento e caricato dello stemma con l'iscrizione centrata in argento recante la denominazione del Comune |                                      |
|                                                                     | Anoia D'argento, alla effigie di San Francesco di Paola, in maestà, con il viso e le mani di carnagione, barbuto di argento, aureolato d'oro, vestito con il saio di marrone al naturale, la testa coperta dal cappuccio dello stesso, cinto con il cingolo di argento, il petto ornato dalla rotella d'oro, raggiante dello stesso, caricata dalla parola, in lettere maiuscole di nero in tre righe, CHA RI TAS, il Santo tenente con entrambe le mani il bordone di nero, posto in banda alzata, il Santo e il bordone sostenuti dalla pianura di verde, il Santo accompagnato da due croci latine trifogliate, di azzurro, una a destra, l'altra a sinistra, propinque alla pianura. Sotto lo scudo, su lista bifida e svolazzante di argento, la parola, in lettere maiuscole di nero CHARITAS. Ornamenti esteriori da Comune. Gonfalone: drappo di azzurro, ornato di ricami d'argento e caricato dallo stemma comunale con l'iscrizione centrata in argento, recante la denominazione del Comune. Le parti di metallo ed i cordoni saranno argentati. L'asta verticale ricoperta di velluto dei colori del drappo alternati, con bullette argentate poste a spirale. Nella freccia sarà rappresentato lo stemma del Comune e sul gambo inciso il nome. Cravatta con nastri tricolorati dai colori nazionali frangiati d'argento. D.P.R. del 5 febbraio 2005 |                                      |
|                                                                     | Antonimina Di rosso, all'albero al naturale, posto a sinistra, nodrito nella campagna d'argento a due fasce d'azzurro, sormontato da una nuvola al naturale che soffia raffiche di vento d'argento verso il centro del lato destro dello scudo. Ornamenti esteriori da comune. D.P.C.M. del 3 giugno 1986 Gonfalone: Drappo troncato di bianco e di azzurro, riccamente ornato di ricami d’argento e caricato dello stemma sopra descritto con la iscrizione centrata in argento, recante la denominazione del Comune. Le parti di metallo ed i cordoni saranno argentati. L’asta verticale sarà ricoperta di velluto dei colori del drappo, alternati, con bullette argentate poste a spirale. Nella freccia sarà rappresentato lo stemma del Comune e sul gambo inciso il nome. Cravatta con nastri tricolorati dai colori nazionali frangiati d’argento D.P.R. del 29 giugno 1993 |                                      |
|                                                                     | Ardore Nello scudo, un'aquila con una fiamma nel petto e nel rostro e negli artigli dei ramoscelli d'ulivo in fiore. Lo scudo è sormontato da una corona ed intorno ad esso si trova la scritta "ARDOR ET ODOR". In basso vi sono due rami d'alloro Gonfalone: drappo color porpora, ricamato con filati d'oro, caricato dello stemma con sopra una corona e ai lati le parole "Ardor et Odor". Al centro un'aquila, con una fiamma nel petto, stringe un ramo nel becco. Sotto, due ramoscelli intrecciati |                                      |
|                                                                     | Bagaladi Scudo su fondo azzurro, bordato di colore giallo oro con ramoscello d'ulivo e scritta Bagaladi: il tutto sovrastato da una corona a forma di torre sormontata dalla scritta Bagaladi. L'insieme è racchiuso in due ramoscelli di alloro e di quercia legati da un nastro di colore giallo oro Gonfalone: blu, con la parte inferiore suddivisa in tre fasce a punta con frangia di colore giallo oro |                                      |
|                                                                     | Bagnara Calabra Una donna che emerge dal mare dalla cintola in su, a petto nudo sgorgante acqua dai seni, con la mano destra appoggiata al petto e nella sinistra un ramoscello d'ulivo sulla testa una corona con tre torri e sullo sfondo a destra una barca a vela ed in lontananza delle nuvole Gonfalone: drappo di azzurro… |                                      |
|                                                                     | Benestare Torre campanaria sulla cima di un colle verde-dorato fondato in punta. Ai due lati tre spighe e un ramoscello d'ulivo Gonfalone: drappo d'azzurro ornato con ricami dorati e caricato dello stemma comunale che presenta una torre campanaria sulla cima di un colle verde-dorato fondato in punta. Ai due lati tre spighe e un ramoscello d'ulivo. Sopra una corona a torre con interno rosso. Sotto un ramo d'ulivo e uno di quercia intrecciati. Nella parte superiore del gonfalone l'iscrizione: Comune di Benestare |                                      |
|                                                                     | Bianco Cavallo al galoppo sul prato |                                      |
|                                                                     | Bivongi D'azzurro, al monte verde, sostenente la Croce del Calvario pomata, di porpora, fondato in punta, solcato dal fiume d'azzurro fluente in banda. Ornamenti esteriori da Comune D.P.R. del 10 febbraio 1986 Gonfalone: drappo di porpora… D.P.R. del 10 febbraio 1986 |                                      |
|                                                                     | Bova Un bue, la Madonna seduta direttamente sulla schiena rivolta al lato sinistro del bue che è delineato col collo inarcato, la testa protesa, gli arti flessi in relazione all'atteggiamento forzato dell'animale che si va sollevando da terra per riprendere il camino. La Madonna regge sul braccio destro il bambino e lo sostiene anche con la mano sinistra, mano nella mano, nel mentre Egli alza la Sua manina destra benedicente. |                                      |
|                                                                     | Bova Marina Una mucca in campo d'oro che porta seduta sul suo dorso una donna con in braccio un bambino, il tutto racchiuso in uno scudo con sopra una corona turrita e la scritta "Comune di" e, sotto un ramo di olivo ed una di quercia la scritta "Bova Marina". |                                      |
|                                                                     | Bovalino Di cielo, alla catena montuosa di verde, uscente dai fianchi e fondata sulla banda abbassata e convessa, uscente dal fianco destro e desinente nell'angolo inferiore sinistro, di sabbia al naturale, essa banda parzialmente fondata sullo specchio d'acqua di azzurro, mareggiato di argento, fondato in punta e uscente dal fianco destro, il campo, la catena montuosa, la banda attraversati dal cavallo d'oro, slanciato al galoppo. Ornamenti esteriori da Comune. D.P.R. del 28 novembre 2003 |                                      |
|                                                                     | Brancaleone D'azzurro, alla bordura di rosso, alla palma al naturale affiancata dal leone d'oro, esso leone sormontato dalla croce dello stesso. Gonfalone: drappo partito di azzurro e di giallo |                                      |
|                                                                     | Bruzzano Zeffirio D'azzurro, al sauro nell'atto di correre, sostenente sul dorso una torre merlata. Gonfalone: drappo di bianco… |                                      |
|                                                                     | Calanna D'argento, al torrione al naturale, aperto e finestrato di rosso, fondato sulla collina di verde e sormontato da una colomba di nero. Ornamenti esteriori da Comune. Gonfalone: drappo partito di bianco e di rosso… D.P.R. del 6 marzo 1950 |                                      |
|                                                                     | Camini Partito: nel PRIMO di rosso, all'aquila d'oro con il volo abbassato, rivoltata, coronata con corona all'antica d'oro di quattro punte, tre visibili, essa aquila accompagnata da due fasce diminuite d'oro, una in capo, una in punta; nel SECONDO, di azzurro, alla torre d'argento, murata di nero, merlata alla guelfa di cinque, finestrata di nero, chiusa dello stesso, fondata sulla pianura di verde. Ornamenti esteriori da Comune. D.P.R. del 9 settembre 1999, registrato nei registri dell'Ufficio Araldico addì 2 ottobre 1999 Reg. anno 1999 pag n. 118, inserito nel registro araldico dell'Archivio Centrale dello Stato addì 18 settembre 1999 Gonfalone: drappo di giallo, riccamente ornato di ricami d'argento e caricato dello stemma sopra descritto con la iscrizione centrata in argento, recante la denominazione del Comune. Le parti in metallo ed i cordoni saranno argentati. L'asta verticale sarà ricoperta di velluto giallo con bullette argentate poste a spirale. Nella freccia sarà rappresentato lo stemma del comune e sul gambo inciso il nome. Cravatta con nastri tricolorati dai colori nazionali frangiati d'argento. |                                      |
|                                                                     | Campo Calabro Raffigura un falco pecchiaiolo con le ali spiegate in volo, che stringe tra le zampe un tralcio di vite con grappolo d'uva e due spighe di grano decussate. Il tutto è inserito in uno scudo di foggia sannitica e circondato, in basso e ai lati, da un ramo d'alloro ed uno di quercia e sormontato da una corona. Gonfalone: drappo tagliato di bianco e di verde… |                                      |
|                                                                     | Candidoni D'argento, all'aquila di nero, coronata d'oro trattenente negli artigli quattro saette rosse. D.P.R. del 29 gennaio 1982 Gonfalone: Drappo partito di bianco e di nero… D.P.R. del 29 gennaio 1982 |                                      |
| Stemma precedentemente in uso                                       | Canolo Campo di cielo, alla effigie di San Nicola di Bari, in maestà, il viso e le mani di carnagione, vestito con la tunica di argento, il piviale di rosso foderato di verde, il capo coperto dalla mitria d'oro, rabescata con ricami dello stesso, il Santo benedicente con la mano destra, tenente con la mano sinistra il pastorale d'oro, posto in sbarra, il petto del Santo ornato dalla croce pettorale d'oro, il Santo sostenuto dalla pianura di verde, e accompagnato da due arbusti di ginestra, nodriti nella pianura, una e uno, di verde, fioriti d'oro. Ornamenti esteriori da Comune. D.P.R. del 7 aprile 2003 Gonfalone: Drappo di rosso… | Gonfalone precedentemente in uso     |
|                                                                     | Caraffa del Bianco Di rosso, al cavallo spaventato, di argento, allumato di rosso. Gonfalone: drappo di bianco… |                                      |
|                                                                     | Cardeto D'azzurro, all'aquila al naturale, in volo sopra la cima di un monte di verde, caricato sulla punta dello scudo da sassi pure al naturale e da due steli nascenti dai medesimi, fioriti in bianco e divergenti. Ornamenti esteriori da Comune. D.P.R. del 19 ottobre 1965, registrato alla Corte dei Conti in data 27 novembre 1965 Reg. n. 6 Presidenza foglio n 165, trascritto nel registro dell'Ufficio Araldico nell'anno 1965 alla pag. n. 28, trascritto nel registro Araldico dell'Archivio Centrale dello Stato in data 16 dicembre 1965 Gonfalone: drappo di azzurro… |                                      |
|                                                                     | Careri Di rosso, alla collina di verde fondata in punta, sormontata da tre spighe, d'oro, poste 2,1. Ornamenti esteriori di Comune. Decreto del Presidente del Consiglio dei ministri del 4 gennaio 1971 Gonfalone: drappo troncato di giallo e di rosso… |                                      |
|                                                                     | Casignana Di cielo, al san Rocco di carnagione, in maestà, nascente da nuvole d’argento poste in punta, aureolato d’oro, con il mantello di verde foderato d’oro e la veste di rosso, calzato di nero, indicante con la destra la ferita sulla coscia sinistra, il piede posto su una roccia al naturale e con la sinistra impugnante il bastone da pellegrino d’oro e sinistrato dal cane d’argento e con il dorso di nero tenente in bocca un pane al naturale. Gonfalone: drappo di azzurro… |                                      |
|                                                                     | Caulonia D'azzurro, al castello di tre torri, aperto e finestrato del campo, merlato alla guelfa, d'argento. Decreto del 6 aprile 1925 |                                      |
|                                                                     | Ciminà Su sfondo azzurro tre figure simboliche per il paese: il monte tre pizzi; un fascio di grano (agricoltura); una mucca (pastorizia); Sotto, un ramo di ulivo e uno di quercia legati da un nastro rosso. Sopra, una corona a torre. Gonfalone: drappo partito di giallo e di azzurro… |                                      |
|                                                                     | Cinquefrondi |                                      |
|                                                                     | Cittanova Troncato: sopra d'azzurro, al pino al naturale, nodrito sulla cima di un monte di verde movente dalla partizione, accompagnato da una stella di sei raggi d'oro, posta al canto destro; sotto di Grimaldi, losangato d'argento e di rosso a cinque fusi per ciascuna fila, ma senza il motto dei Grimaldi. Lo scudo sarà cimato dalla corona di Comune. Gonfalone: Drappo rosso caricato dello stemma comunale con la scritta in oro “Comune di” (sopra) “Cittanova” (sotto). Le parti in metallo e i cordoni sono dorati. R.D. del 29 aprile 1924 e registrato alla Corte dei conti il 17 maggio 1924, Reg. 1 Fin., Foglio 180, | Gonfalone secondo normativa          |
|                                                                     | Condofuri Di azzurro, al centauro d'oro, capelluto e allumato di nero, in profilo, testa e busto in maestà, la mano sinistra poggiata sul fianco, tenente con la mano destra il ramoscello di ulivo di verde, fogliato di cinque, due foglie per parte, la quinta sulla sommità, posto in palo, il centauro passante sulla pianura fasciata di nero e d'oro. Ornamenti esteriori da Comune. D.P.R. del 29 gennaio 2003 Gonfalone: drappo di verde… D.P.R. del 29 gennaio 2003 |                                      |
|                                                                     | Cosoleto D.P.R. 20 novembre 2000 |                                      |
|                                                                     | Delianuova Partito: nel primo d'oro, a Sant'Elia in maestà di carnagione, scalzo, aureolato d'argento, crinito e barbuto di castano, vestito con un saio d'azzurro con mantello di rosso, impugnante con la destra una spada dello stesso fiammeggiante in palo, con la sinistra una corona di rose di rosso; nel secondo di rosso, al castagno d'oro, fruttato di sei d'azzurro. Gonfalone: drappo partito di rosso e di giallo, ornato di ricami d'argento e caricato dallo stemma comunale con l'iscrizione centrata in argento, recante la denominazione del Comune. Le parti di metallo ed i cordoni saranno argentati. L'asta verticale ricoperta di velluto dei colori del drappo alternati, con bullette argentate poste a spirale. Nella freccia sarà rappresentato lo stemma del Comune e sul gambo inciso il nome. Cravatta con nastri tricolorati dai colori nazionali frangiati d'argento. D.P.R. del 23 novembre 1998, registrato dei registri dell'Ufficio Araldico addì 14-12-1998, Reg. anno 1998 Pag. n. 168 |                                      |
|                                                                     | Feroleto della Chiesa D'azzurro a tre spini secchi, dorati e posti in palo a guisa di alberi sradicati. D.P.R. № 2617 del 27 giugno 1983 |                                      |
|                                                                     | Ferruzzano Di azzurro, alla torre d'argento, murata di nero, merlata alla guelfa di cinque, finestrata con finestrella tonda di nero, chiusa dello stesso, fondata sulla pianura di verde, sormontata dalla stella di cinque raggi, raggiante, d'oro, essa torre accompagnata da due spighe di grano d'oro, poste in palo, una a destra, l'altra a sinistra. Ornamenti esteriori da Comune. D.P.R. del 13 febbraio 2006 Gonfalone: drappo di giallo con la bordatura di azzurro… |                                      |
|                                                                     | Fiumara D'oro, alla torre rossa, merlata alla ghibellina e munita di due cornicioni, a guisa di marcapiani, sostenuti da beccatelli. Gonfalone: drappo di rosso… |                                      |
|                                                                     | Galatro Troncato semipartito: nel primo, d'azzurro, al vescovo di carnagione, nascente dalla partizione, barbuto di bianco, vestito d'argento, mistrato d'oro, benedicente con la mano destra, impugnante con la mano sinistra il pastorale d'oro, in sbarra; nel secondo, d'argento, al leone di nero, coronato all'antica con corona di tre punte dello stesso, linguato di rosso, impugnante con le zampe anteriori lo scudo inquartato, nel I e nel III palato di oro e di rosso, lo scudo timbrato da corona all'antica di cinque punte d'oro; nel terzo, troncato: nel I d'oro al leone nascente di nero, coronato con corona di nero all'antica di tre punte, linguato di rosso, alla inferriata d'argento, di dieci pezzi, cinque in banda e cinque in barra. Ornamenti esteriori da Comune. D.P.R. № 1642 del 18 marzo 1985 |                                      |
|                                                                     | Gerace D'azzurro, allo sparviero d'oro, coronato con corona all'antica di cinque punte visibili, dello stesso, afferrante con gli artigli due fiaccole di verde, infiammate di rosso, la fiaccola posta a destra in banda abbassata, la fiaccola posta a sinistra in sbarra abbassata. Sotto lo scudo su lista bifida e svolazzante di azzurro, il motto, in lettere maiuscole di nero SOLUM DEO SUBIECTI. Ornamenti esterni da Città. D.P.R. del 25 ottobre 2000 Gonfalone: Drappo di giallo bordato d’azzurro… |                                      |
|                                                                     | Giffone Scaccato di nero e d'argento di sei file, alla fascia di rosso attraversante; col capo d'azzurro, alla stella d'oro a cinque punte. Gonfalone: Drappo partito di rosso e d'azzurro… Stemma e gonfalone concessi dalla Presidenza del Consiglio dei ministri con nota N.A.G.P./5664.A/Ar D.P.R. 11.06.19E0, n. 1994 |                                      |
|                                                                     | Gioia Tauro Di rosso, al palmizio affiancato da altri due più piccoli al naturale nutriti sulla campagna verde, sormontato da una stella d'oro. Lo scudo sarà sormontato dalla corona di Comune. R.D. del 4 settembre 1922 e trascritto nei registri della Consulta Araldica il 17 dicembre 1923 Gonfalone: drappo partito di giallo e di verde, riccamente ornato di ricami d'oro e caricato dello stemma con l'iscrizione centrata in oro: Città di Gioia Tauro. Le parti di metallo e i cordoni sono dorati. L'asta verticale sarà ricoperta di velluto dei colori del drappo alternati, con bullette dorate poste a spirale. Nella freccia sarà rappresentato lo stemma della Città e sul gambo inciso il nome. Cravatta con nastri tricolorati dai colori nazionali frangianti d'oro. D.P.R. dell'8 novembre 1993, trascritto nel Registro Araldico dell'Archivio Centrale di Stato il 9 dicembre 1993, registrato nei registri dell'Ufficio Araldico il 20 gennaio 1994, nel Registro 1993, a pagina 34 D.P.R. del 5 febbraio 2005 |                                      |
|                                                                     | Gioiosa Ionica D'argento, alla torre di rosso, murata di nero, aperta e finestrata del campo, merlata di quattro pezzi alla guelfa, fondata su terreno erboso. D.P.R. dell'8 maggio 1953 Gonfalone: drappo partito di rosso e di bianco… |                                      |
|                                                                     | Grotteria Fondato in punta e bordato d'oro. Su fondo azzurro, rappresenta una lira dorata con due teste di uccelli, in alto tre stelle dorate a sei punti e in basso un pesce argentato. Ornamenti esteriori da Comune. Gonfalone: drappo bianco riccamente ornato di ricami d'oro e d'argento e caricato dello stemma con l'iscrizione in oro: "Municipio di" (sopra) "Grotteria" (sotto). Le parti in metallo e i cordoni sono dorati. Cravatta e nastri tricolorati dai colori nazionali frangiati d'oro. |                                      |
|                                                                     | Laganadi Troncato: il 1º ritroncato: a) d'azzurro alla stella d'oro raggiata di sei; b) di rosso alla colomba d'argento; il 2º ritroncato: a) scaccato di tre file di nero e d'argento; b) di verde pieno. Ornamenti esteriori da Comune. D.P.R. 9 luglio 1975. Gonfalone: Drappo partito di bianco e di rosso… |                                      |
|                                                                     | Laureana di Borrello D'azzurro, all'elefante d'oro, difeso, posto su campagna al naturale. Ornamenti esteriori da Comune. D.P.R. del 22 settembre 1963 Gonfalone: Drappo di azzurro… |                                      |
|                                                                     | Locri Ovale in cui si trova uno sparviero su fondo celeste, con ai lati due tralci, uno di alloro ed uno di quercia, tutto sormontato da una corona. Gonfalone: drappo di amaranto… |                                      |
|                                                                     | Mammola Di argento, terrazzato di verde, alla immagine di San Nicodemo al naturale, vestito del saio di nero, nimbato e tenente con la sinistra il pastorale. Ornamenti esteriori da Comune. D.P.C.M. del 7 luglio 1959. Gonfalone: drappo di colore giallo riccamente ornato di ricami di argento e caricato dallo stemma comunale con l'iscrizione centrata in argento: COMUNE DI MAMMOLA. Le parti di metallo e i cordoni saranno argentati. L'asta verticale sarà ricoperta di velluto giallo con bullette argentate poste a spirale. Nella freccia sarà rappresentato lo stemma del Comune e sul gambo inciso il nome. Cravatta e nastri ricolorati dai colori nazionali fregiati di argento. |                                      |
|                                                                     | Marina di Gioiosa Ionica Partito semitroncato: nel primo, d'azzurro, alla torre d'argento, finestrata di uno di nero, rovinata in banda abbassata, fondata sulla campagna diminuita, di verde; nel secondo, d'oro, alla pianta di gelsomino, recisa, di verde, fogliata di dodici dello stesso, fiorita di quattro, d'argento; nel terzo, d'argento, allo sciabecco di verde, guarnito di tre vele di rosso, navigante sul mare azzurro, fluttuoso d'argento. Ornamenti esteriori del Comune. D.P.R. № 01482 dell'11 marzo 1991 |                                      |
|                                                                     | Maropati Gonfalone: drappo troncato di bianco e di giallo… |                                      |
|                                                                     | Martone Gonfalone: drappo di azzurro… |                                      |
| Stemma precedentemente in uso                                       | Melicuccà Di azzurro, alla coppa doppiamente ansata, di verde, piena d'oro, il bordo sostenente due api affrontate, dello stesso, essa coppa sostenuta dalla pianura di nero e sormontata da altre cinque api d'oro, rovesciate, poste tre, due. Ornamenti esteriori da Comune. Gonfalone: drappo di giallo… D.P.R. del 3 novembre 2009, concessione di stemma e gonfalone |                                      |
|                                                                     | Melicucco D'oro, all'albero al naturale terrazzato di verde, sormontato da tre stelle d'argento ordinate in fascia, ornamenti esteriori da comune. D.P.R. del 10 luglio 1974 Gonfalone: drappo troncato di verde e di bianco… |                                      |
|                                                                     | Melito di Porto Salvo D'oro, ad un castello di rosso, con cortina, murato di nero, torricellato di due pezzi, merlati alla ghibellina; il tutto, uscente dalla campagna d'azzurro ondata d'argento, è addossato ad un albero di bergamotto al naturale fruttato. D.P.R. del 22 luglio 1982. Gonfalone: Drappo partito di azzurro e giallo… |                                      |
|                                                                     | Molochio D'argento, alla pila dell'acqua benedetta di marmo verde, sostenente un uccellino al naturale, addestrata dalla Beata Vergine Maria in piedi, vestita di azzurro, ammantata di rosso, coronata d'oro, tenente fra le braccia il Divino Infante di carnagione, coronato d'oro, messo in sbarra, e sinistrata da San Giovanni Battista fanciullo, con le chiome bionde, vestito di una tunica bianca, scalzo, tenente con la mano destra una sottile ed alta Croce, in nero ornamenti esteriori del Comune. D.P.R. del 1º ottobre 1983, trascritto nei registri dell'Ufficio Araldico il 6 febbraio 1984, registrato alla Corte dei Conti il 20 febbraio 1983 registrato n. presidenza Fog. 324. |                                      |
|                                                                     | Monasterace D'argento, al torrione di rosso, aperto del campo, murato di nero, torricellato di cinque pezzi merlati alla guelfa, quello centrale più elevato e chiuso. Ornamenti esteriori da Comune. Gonfalone: drappo partito di rosso e bianco riccamente ornato di ricami d'argento e caricato dello stemma sopra descritto con la iscrizione centrata in argento: Comune di Monasterace. |                                      |
|                                                                     | Montebello Jonico Castello d'argento, su sfondo azzurro, fondato su monte roccioso al naturale. Lo scudo sormontato da un cerchio d'oro, aperto di quattro porte, sormontato da otto merli dello stesso, uniti da muriccioli d'argento. Decreto del 15 giugno 1898 |                                      |
|                                                                     | Motta San Giovanni Di rosso, a San Giovanni Evangelista in maestà, vestito con tunica d'azzurro e coperto da un gran mantello dorato. Il santo, raffigurato nell'atto di trattenere un bastone di nero e accompagnato nel cantone sinistro del capo da un'aquila al volo abbassato. D.P.R. del 21 novembre 1995, trascritto nel Registro Araldico Centrale dello Stato il 7 dicembre 1995 e registrato nei registri dell'Ufficio Araldico il 21 dicembre 1995 alla pag. 109 Gonfalone: drappo di giallo alla bordatura di rosso… |                                      |
|                                                                     | Oppido Mamertina D'oro, al torrione scalinato di due, di rosso, mattonato di nero, chiuso con alta porta, dello stesso, torricellato di tre torricelle merlate alla guelfa di tre, quella centrale più alta e più larga, esso torrione con il fastigio privo di merli, finestrato di cinque finestrelle tonde, di nero, tre nelle torricelle, due accanto alla sommità della porta, una e una. Ornamenti esteriori da Comune. D.P.R. del 7 aprile 2003. |                                      |
|                                                                     | Palizzi D'oro, al castello di due palchi d'azzurro, murato di nero, torricellato di tre pezzi, il centrale più elevato, merlati alla guelfa; nel cantone sinistro della punta un monte all'italiana (6) di rosso. Ornamenti esteriori da Comune. D.P.R. n. 3674 del 1º ottobre 1982 Gonfalone: drappo di azzurro… |                                      |
| Stemma nella versione sannitica                                     | Palmi Palma in campo azzurro. Esso è sormontato da una corona marchionale ed è contornato da bandiere catturate ai pirati barbareschi. Alla base sono disposti due cannoni che ricordano la Cittadella fortificata e munita di mura e, sotto di esse, a sinistra, è posto un fascio di verghe che simboleggia l'unità del popolo a difesa della città, e a destra la testa di moro. R.D. del 9 marzo 1935 Gonfalone: drappo di colore rosso cremisi riccamente adornato di ricami d'argento e caricato dallo stemma sopra descritto con l'iscrizione centrata in oro "Città di Palmi". Le parti di metallo ed i nastri sono argentati. L'asta verticale è ricoperta da velluto rosso cremisi con bullette argentate poste a spirale. Nella freccia è rappresentato lo stemma della Città e sul gambo inciso il nome. Cravatta e nastri tricolore sono frangiati d'argento. | Altra rappresentazione del gonfalone |
|                                                                     | Pazzano Di nero, all'aquila d'argento, linguata, rostrata e armata di rosso, coronata con corona all'antica di tre punte visibili, d'oro. Ornamenti esteriori da Comune. D.P.R. del 12 ottobre 1987 Gonfalone: Drappo di bianco riccamente ornato di ricami d’argento, caricato dello stemma e con l’iscrizione centrata in argento recante la denominazione "Comune di Pazzano". D.P.R. del 12 ottobre 1987 |                                      |
|                                                                     | Placanica Stemma d'oro, al torrione merlato di cinque alla guelfa, munito di cordolo a mezza altezza, di rosso, mattonato di nero, aperto del campo. Ornamenti esteriori da Comune. Provvedimento № 2369 in data 10 giugno 1989 del Presidente del Consiglio dei ministri Gonfalone: Drappo di rosso, riccamente ornato di ricami d'argento e caricato dello stemma comunale con la iscrizione centrata in argento, recante la denominazione del Comune. Le parti di metallo e i cordoni saranno argentati. L'asta verticale sarà ricoperta in velluto rosso con bullette argentate poste a spirale. Nella freccia sarà rappresentato lo stemma del comune e sul gambo inciso il nome. Cravatta con nastri ricolorati dai colori nazionali frangiati d'argento. |                                      |
|                                                                     | Platì Di verde, all'aquila nera coronata all'antica dello stesso, caricata da uno scudetto d'oro attraversato da una fascia d'azzurro in cui spiccano tre stelle d'oro a cinque raggi, il rapace è accompagnato da tredici stelle d'oro a cinque raggi. |                                      |
|                                                                     | Polistena Lo stemma comunale raffigura un fiume che scorre tra un imponente albero di pino ed una torre, in una verde pianura avente come sfondo un cielo azzurro. Gonfalone: Drappo di verde… |                                      |
|                                                                     | Portigliola |                                      |
|                                                                     | Reggio Calabria D'azzurro, al S. Giorgio in atto di ferire con la lancia il drago, sinistrato da una donzella genuflessa in manto e corona reale, sormontata da raggi di luce uscente dal capo, il tutto d'oro, con la scritta intorno allo scudo: Urbs Rhegina Nobilis Insignis Fidelissima Provinciæ Prima Mater Et Caput. Decreto del 22 dicembre 1934. |                                      |
|                                                                     | Riace D'azzurro, all'aquila d'argento, coronata d'oro. |                                      |
|                                                                     | Rizziconi D'argento, alle tre bande di azzurro, attraversate dall'ulivo di verde, fustato e sradicato al naturale, fruttato di nero. Ornamenti esteriori da Comune. Gonfalone: drappo di bianco con la bordatura di azzurro. D.P.R. del 2 marzo 2007 |                                      |
|                                                                     | Roccaforte del Greco Gonfalone: drappo di bianco… |                                      |
|                                                                     | Roccella Ionica Scudo sagomato intero d'argento, al soldato romano al naturale, elmato d'oro, corazzato di cuoio al naturale, spallinato d'oro, mantellato di verde, calzeturato di cuoio al naturale; al cavallo al naturale, bardato, sottosellato di verde; con ai suoi piedi figura di pirata al naturale, in difesa, armata di lancia di nero, berrettato di rosso, giubbato di rosso, fasciato d'argento, calzonato di verde, calzettonato d'argento, calzaturato di verde, attraversante su tutto lo scudo. |                                      |
|                                                                     | Roghudi Di rosso, alla pecora d'argento, posta su una verde pianura, e accompagnata in capo da due spighe di grano d'oro decussate. Decreto del consiglio dei ministri № 3508 del 17 maggio 1986 |                                      |
|                                                                     | Rosarno Gonfalone: drappo di rosso… |                                      |
|                                                                     | Samo Partito semitroncato: al PRIMO di rosso, al busto di vecchio di profilo; al SECONDO di argento, alla stella d'azzurro a otto raggi; al TERZO d'azzurro, alla stella di argento a otto raggi. |                                      |
|                                                                     | San Ferdinando Semipartito troncato: nel primo, di rosso, alle lettere maiuscole S e F, d'oro, ordinata in fascia; nel secondo, di azzurro, alla stella di cinque raggi, d'argento; nel terzo, d'oro, all'aratro di nero, con l'attacco posto a sinistra, con il versoio, il vomere, il coltro e l'avanvomere d'argento. Ornamenti esteriori da Comune. Gonfalone: drappo troncato di giallo e di azzurro riccamente ornato di ricami d'argento e caricato dello stemma sopra descritto con l'iscrizione centrata in argento, recante la denominazione del Comune. Le parti in metallo ed i cordoni saranno argentati. L'asta verticale sarà ricoperta di velluto dei colori del drappo, alternati, con le bullette argentate poste a spirale. Nella freccia sarà rappresentato lo stemma del Comune e sul gambo inciso il nome. Cravatta con nastri tricolorati dai colori nazionali frangiati d'argento. D.P.R. del 22 febbraio 1990 |                                      |
|                                                                     | San Giorgio Morgeto Doro, al San Giorgio armato di punto di ferro al naturale, con il volto di carnagione, aureolato di azzurro, con il mantello di azzurro, cavalcante il cavallo bianco, sellato di rosso, rivoltato, calpestante con gli arti anteriori il drago di verde, di due zampe, rovesciato, rivoltato e colpito dalla lancia di ferro, posta in banda ed impugnata dalla mano destra del santo. Ornamenti esteriori da Comune. D.P.R. 22 luglio 1987, registrato alla Corte dei Conti il 7 ottobre 1987 Reg. n. 12 Presidenza Reg. n. 28. |                                      |
|                                                                     | San Giovanni di Gerace Di rosso, alla croce di Malta d'argento. |                                      |
|                                                                     | San Lorenzo D'azzurro, al San Lorenzo ignudo, di carnagione, barbuto e capelluto di nero, aureolato con aureola d’oro raggiata, rivoltato, seduto sulla graticola rettangolare, di nero, vista in prospettiva, con quattro sostegni, con sei ferri nel lato corto, con undici ferri nel lato lungo, la graticola ardente di molte fiamme e braci di rosso, il Santo con il braccio sinistro alzato e con quello destro posato sulla gamba destra flessa, e mirante l'ombra di sole orizzontale sinistra, d'oro. Ornamenti esteriori da Comune. D.P.R. del 25 giugno 1998 Gonfalone: Drappo partito di giallo e di rosso riccamente ornato di ricami d'argento e caricato dallo stemma comunale con l'iscrizione centrata in argento, recante la denominazione del Comune. Le parti di metallo ed i cordoni saranno argentati, l'asta verticale sarà ricoperta di velluto dei colori del drappo, alternati, con bullette argentate poste a spirale. Nella freccia sarà rappresentato lo stemma del Comune e sul gambo inciso il nome. Cravatta con nastri tricolorati dai colori nazionali frangiati d’argento. D.P.R. del 25 giugno 1998 |                                      |
|                                                                     | San Luca |                                      |
|                                                                     | San Pietro di Caridà |                                      |
|                                                                     | San Procopio Inquartato in decusse: il 1º e il 4º di nero, il 2º e il 3º d'argento, alla croce patente nera, il tutto attraversato dalla spada d'oro. Gonfalone: drappo troncato di bianco e di giallo… |                                      |
|                                                                     | San Roberto Troncato: nel primo di azzurro, ai tre scettri gigliati, posti in palo, uno accanto all'altro, d'oro; nel secondo, d'oro, all'albero di arancio, di verde, fustato e sradicato al naturale, fruttato di sei, del campo. Ornamenti esteriori da Comune. D.P.R. dell'8 gennaio 1997. Gonfalone: Drappo partito di giallo e d'azzurro riccamente ornato di ricami d'argento e caricato dello stemma con l'iscrizione centrata in argento recante la denominazione del Comune |                                      |
|                                                                     | Sant'Agata del Bianco D’azzurro, all’effigie di Sant’Agata, vestita di cremisi, aureolata d’oro, tenente con la sinistra un ramo verde di palma e con la destra una tenaglia. Lo scudo è accollato ad un’aquila al naturale coronata d’oro e sormontata dalla scritta in caratteri di nero maiuscoli: ATA DIVA. Ornamenti esteriori da Comune. D.P.R. 15 maggio 1963 Gonfalone: drappo d'azzurro… |                                      |
|                                                                     | Sant'Alessio in Aspromonte Di rosso, al monte di verde, uscente dai fianchi e fondato in punta, alludente al monte Lirdo, con la sommità posta a destra, sostenente altro monte, più alto, di verde, effigiato in secondo piano, alludente al monte Basilicò, il primo monte attraversato sulla parte alta, dall’ulivo di verde, fustato al naturale, con parte della chioma sul campo; esso monte caricato a sinistra dal torrente di azzurro, alludente al torrente Gallico, sinuoso in sbarra e in banda, progressivamente allargato, terminante nel canton sinistro della punta. Ornamenti esteriori da Comune. D.P.R. del 31 maggio 1999 Gonfalone: Drappo di azzurro, riccamente ornato di ricami d’argento e caricato dallo stemma sopra descritto con la iscrizione centrata in argento, recante la denominazione del Comune. Le parti di metallo ed i cordoni saranno argentati. L’asta verticale sarà ricoperta di velluto azzurro con bullette argentate poste a spirale. Nella freccia sarà rappresentato lo stemma del Comune e sul gambo inciso il nome. Cravatta con nastri tricolorati dai colori nazionali frangiati d’argento. D.P.R. del 31 maggio 1999 |                                      |
|                                                                     | Sant'Eufemia d'Aspromonte Di rosso, alla Santa Eufemia, in maestà, leggermente volta a destra, con il viso, le mani, i piedi di carnagione, aureolata d'oro, capelluta dello stesso, vestita con la lunga tunica d'argento, le spalle coperte dal manto d'azzurro, ricadente sul fianco sinistro, la Santa impugnante con la mano destra la palma del martirio, di verde, posta in palo. Ornamenti esteriori da Comune. D.P.R. del 16 gennaio 1995 Gonfalone: drappo partito di bianco e di azzurro… |                                      |
|                                                                     | Sant'Ilario dello Ionio Partito: nel PRIMO, di rosso, alle due fasce di azzurro, il tutto attraversato da un ramoscello di quercia, di verde, fogliato di nove ghiandifero di quattro, d'oro, posto in banda alzata; nel SECONDO, di azzurro, alla torre d'oro, murata di nero, merlata alla guelfa di cinque, finestrata di due di nero in palo, chiusa dello stesso, fondata sulla pianura di verde. Ornamenti esteriore da Comune. Gonfalone: Drappo di giallo riccamente ornato di ricami d'argento e caricato dallo stemma comunale con la iscrizione centrata in argento, recante la denominazione del Comune. Le parti di metallo ed i cordoni saranno argentati. L'asta verticale sarà ricoperta di velluto giallo con bullette argentate poste a spirale sarà rappresentato lo stemma del Comune e sul gambo inciso il nome. Cravatta con nastri tricolorati dai colori nazionali frangiati d'argento. |                                      |
|                                                                     | Santa Cristina d'Aspromonte Gonfalone: Drappo partito di rosso e di bianco, riccamente ornato di ricami argentati e caricato dello stemma con l'iscrizione centrata in oro "Comune di Santa Cristina d'Aspromonte". Le parti di metallo e i cordoni sono argentati. Cravatta e nastri ricolorati di colori nazionali frangiati d'argento. |                                      |
|                                                                     | Santo Stefano in Aspromonte D'argento, alla figura quadrilatera, a guisa di fibbia, con i lati corti posti in capo e in punta, quello in capo leggermente più lungo, con i lati lunghi in alto concavi e allargantisi, munita di una foglia di sega, posta in palo, centrale, con otto denti visibili, quattro e quattro, di lunghezza disuguale, posti a destra, il tutto di rosso, essa figura intrecciata con la fascia diminuita, di azzurro, attraversante il lato destro e la foglia di sega e attraversata dal lato sinistro della figura, il tutto accompagnato in punta dalla pianura di azzurro, mareggiata di argento, con la linea di contorno ondata. Ornamenti esteriori da Comune. D.P.R. del 17 maggio 1989 Gonfalone: drappo di azzurro, riccamente ornato di ricami d'argento e caricato dello stemma comunale con la iscrizione centrata in argento, recante la denominazione del Comune. Le parti di metallo ed i cordoni saranno argentati. L'asta verticale sarà ricoperta di velluto azzurro con bullette argentate poste a spirale. Nella freccia sarà rappresentato lo stemma del Comune e sul gambo inciso il nome. Cravatta con nastri tricolorati dai colori nazionali frangiati d'argento. |                                      |
|                                                                     | Scido Di rosso, alla bilancia d'oro, attraversante una mazza d'arme ed una spada d'argento in croce di Sant'Andrea. Ornamenti esteriori da Comune. D.P.R. 31 luglio 1981 Gonfalone: drappo partito di bianco e di giallo… |                                      |
|                                                                     | Scilla Consiste in una monade con all'interno una sirena con il volto di donna e nel bordo esterno la dicitura «SCILLÆ CIVITAS» |                                      |
|                                                                     | Seminara Gonfalone: drappo di azzurro… |                                      |
|                                                                     | Serrata Scudo sagomato e racchiuso in uno ornato di stile barocco. Vi è raffigurata Serrata ai piedi del monte Liso, con il fiume Marepotamo che scorre nella vallata. Nella fascia che attraversa lo scudo un ramoscello d'ulivo. In alto a destra una corona che ricorda l'antico dominio feudale su Serrata. Ornamenti esteriori da comune. Gonfalone: Drappo verde riccamente ornato da ricamo d'oro e caricato dello Stemma con l'iscrizione centrata in oro "Comune di Serrata". Le parti di metallo e i cordoni sono dorati. Cravatta e nastri sono tricolorati dai colori nazionali frangiati in oro. |                                      |
|                                                                     | Siderno Gonfalone: drappo di azzurro… |                                      |
|                                                                     | Sinopoli Troncato cuneato d'argento e di azzurro, con quattro cunei di argento e tre cunei e due semicunei di azzurro; al capo di rosso, caricato da tre stelle di sei raggi, d'oro. Ornamenti esteriori da Comune. Gonfalone: drappo di giallo con la bordatura di azzurro. D.P.R. dell'8 dicembre 2007 |                                      |
|                                                                     | Staiti |                                      |
|                                                                     | Stignano |                                      |
|                                                                     | Stilo Uno scudo sul quale è raffigurata un'aquila bicipite con ali spiegate e corona sul bicipite poggiante su tre monti lambiti dal mare e sui lati interni la scritta "Illustrissima Civitas Styli". Sopra lo scudo vi è una corona merlata ed in basso un drappo con scritta "Sanguinis Praetio". Cingono lo scudo a forma di corona due ramoscelli: uno di quercia e l'altro di alloro che si intrecciano al basso annodati con fiocco. |                                      |
|                                                                     | Taurianova Troncato: la parte superiore d'oro con la figura armata al naturale di San Martino a cavallo che porge al povero la metà del suo mantello tagliato con la spada; la parte inferiore divisa in due con la figura a destra d'azzurro al pino al naturale radicoso, sulla terrazza di verde attraversata in palo da un fiume sinuoso d'argento; la parte sinistra di argento, alla fenice nella sua immortalità, fissante un sole nel canton sinistro, il tutto al naturale. Innestato in punta: fusato d'argento e di rosso. Ornamenti esteriori da Comune. D.P.R. del 16 ottobre 1954 Gonfalone: drappo di azzurro al palo di giallo… |                                      |
| Stemma usato precedentemente                                        | Terranova Sappo Minulio D'azzurro, alla effigie di San Martino, aureolato d'oro, con il viso, il collo, le braccia, le gambe di carnagione, con la corazza, l'elmo, i calzari d'argento, la corazza ornata dalla crocetta latina di rosso, l'elmo cimato da piume dello stesso, il Santo cavalcante il cavallo di nero, imbrigliato d'oro, passante sulla pianura di verde; il Santo con il busto a la testa in maestà, con il braccio destro nell'atto di tagliare con la daga d'argento, il mantello di rosso, poggiato sul braccio sinistro; il tutto accompagnato a destra dal mendico ignudo, di carnagione, capelluto e barbuto d'argento, rivoltato, seduto sul macigno d'argento, esso macigno uscente dal fianco destro e fondato sulla pianura; macigno e mendico attraversanti. Ornamenti esteriori da Città. D.P.R. del 18 aprile 2011 Blasone dello stemma precedente: d'argento, al cavaliere munito di completa armatura al naturale e di manto d'azzurro svolazzante, l'elmo aureolato di rosso, col viso scoperto di carnagione, cavalcante il cavallo morello, rivoltato, gualdrappato di rosso, brigliato e staffato d'oro, in atto di trottare. Ornamenti esteriori da comune. D.P.R. del 12 aprile 1984 Gonfalone: drappo di rosso, riccamente ornato di ricami d'oro a caricato dallo stemma sopra descritto con la iscrizione centrata in oro, recante la denominazione della Città. Le parti di metallo ed i cordoni saranno dorati. L'asta verticale sarà ricoperta di velluto rosso, con bullette dorate poste a spirale. Nella freccia sarà rappresentato lo stemma della Città a sul gambo inciso il nome. Cravatta con nastri tricolorati dai colori nazionali frangiati d'oro. D.P.R. del 18 aprile 2011 Bandiera: drappo di rosso, caricato dallo stemma sopra descritto. L'asta sarà ornata dalla cravatta con nastri tricolorati dai colori nazionali. D.P.R. del 18 aprile 2011 | Gonfalone usato precedentemente      |
|                                                                     | Varapodio Scudo d'azzurro, alla fascia bianca con due stelle di sei raggi e una pianta d'olivo in verticale; in cornice due ramoscelli di quercia e alloro in mazzo e corona alla sommità. |                                      |
| Stemma secondo decreto del 1917, in vigore fino al 24 febbraio 2003 | Villa San Giovanni Trinciato: al 1º d'argento, caricato di un aspo di filanda sostenente, intrecciati, due ramoscelli di gelso sui quali brucano tre bachi da seta; al 2º di verde ad una colonna d'argento. Nota N. CER/OA/A/4994/367 del 24 febbraio 2003 della P.C.M. Gonfalone: drappo di azzurro… Stemma secondo decreto: trinciato: al 1º di verde, ad una colonna d'argento; al 2º d'argento, caricato di un aspo di filanda sostenente, intrecciati, due ramoscelli di gelso, sui quali brucano alcuni bachi da seta. R.D. del 20 settembre 1917 |                                      |